# Germán Gullón
Germán Gullón   (Santander, 21 de maig de 1945 - Amsterdam, 28 de juny de 2025) va ser un catedràtic de literatura espanyola i membre de l'Amsterdam School for Cultural Analysis (ASCA) a la Universiteit van Amsterdam.
Va escriure dos reculls de contes, Helena de Troya i Azulete; dues novel·les, Querida Hija i La codicia de Guillermo de Orange, i  diversos estudis sobre literatura moderna espanyola. També va ser crític literari.

## Obres
- (Co-editor) Teoría de la novela, Madrid, Taurus, 1974.
- (Co-editor) Surrealismo/Surrealismos; Latinoamérica y España, Filadelfia, University of Pennsylvania, 1977.
- El narrador en la novela del siglo XIX, Madrid, Taurus, 1976.
- La novela como acto imaginativo, Madrid, Taurus, 1983.
- La novela del XIX: Estudio sobre su evolución formal, Amsterdam, Rodopi,1990
- La novela moderna en España (1885-1902): Los albores de la modernidad, Madrid, Taurus, 1992.
- La novela en la libertad: Introducción a la lectura cultural de la narrativa, Zaragoza, Tropelías, Universidad de Zaragoza, 1999.
- El jardín interior de la burguesía. La novela moderna en España (1885-1902, Madrid, Biblioteca Nueva, 2003.
- Los mercaderes en el templo de la literatura, Madrid, Caballo de Troya, 2004.
- La modernidad silenciada: La cultura española en torno a 1900, Madrid, Biblioteca Nueva, 2006.
- Una Venus mutilada. La crítica literaria en la España actual, Madrid, Biblioteca Nueva, 2008.
- El sexto sentido. La lectura en la era digital, Vigo, Academia del Hispanismo, 2010.

### Edicions
- Sotileza, por José María Pereda, Madrid, Espasa Calpe,1999; 2a edición 2007.
- Niebla, por Miguel de Unamuno, Madrid, Espasa Calpe, 2006.
- Cándida otra vez, por Marina Mayoral, Madrid Castalia,1992.
- Primera memoria, por Ana María Matute, Barcelona, Destino, 1996.
- Historias del Kronen, por José Ángel Mañas, Barcelona, Destino, 1998; 6a edición, 2004.
- Edad de oro, por Juan Ramón Jiménez. Introducción, edición y notas de G. Gullón y Heilette van Ree, Obra poética, vol. II: Obra en prosa, Madrid, Espasa Calpe, 2005.
- Miau, por Benito Pérez Galdós, Madrid, Espasa Calpe, 1999; 9a edición, 2007.
- La desheredada, por Benito Pérez Galdós, Madrid, Cátedra,2000; 4a edición 2008.
- Doña Perfecta, por Benito Pérez Galdós, Madrid, Espasa Calpe, 2003; 8a edición, 2007
- Tristana, por Benito Pérez Galdós, Madrid, Espasa Calpe, 2006, 2a edición 2008.
- Fortunata y Jacinta[Antología de estudios críticos], Madrid, Taurus, 1986.
- El alquimista impaciente, por Lorenzo Silva, Madrid, Espasa Calpe, 2008.
- El 19 de marzo y el 2 de mayo, por Benito Pérez Galdós, Madrid, Biblioteca Nueva, 2008.
- Fortunata y Jacinta, por Benito Pérez Galdós, Madrid, Espasa Calpe, 2008.